# Ein lustiges Hundeleben (Bilderbuch)
Ein lustiges Hundeleben (englischer Originaltitel Go, Dog. Go!) ist ein Bilderbuch des US-amerikanischen Autors und Illustrators P. D. Eastman, das 1961 beim Verlag Random House veröffentlicht wurde. Die deutsche Erstausgabe erschien 1969 beim Franz Schneider Verlag.

## Inhalt
Das Buch bringt Kindern mit einfachen Wörtern und unzähligen Hundedarstellungen Farben, Zahlen, Gegensätze (oben/unten, innen/außen, groß/klein, heiß/kühl, Nacht/Tag etc.) sowie Präpositionen bei. Die Hunde fahren Auto, Tretroller, Ski und mit der Achterbahn, fliegen Hubschrauber oder Luftschiffe, lesen Bücher, arbeiten, spielen, oder genießen ihre Freizeit. Die Begegnung einer Hündin und eines Rüden zieht sich durch das gesamte Buch: Sie trägt immer wieder andere Hüte und fragt ihn, ob ihm diese gefallen. Der Rüde verneint jedes Mal und die beiden gehen getrennte Wege. Erst als sich die beiden bei der abschließenden Hundeparty auf einem riesigen Baum wieder treffen, findet der Rüde den Hut der Hündin schließlich großartig und die zwei verlassen gemeinsam in einem Auto das Hundefest.

## Rezeption
Kaylee Davis schreibt in ihrer Buchrezension: „Unzählige haben mit diesem zauberhaften Buch, das nicht nur in den USA zu den Klassikern zählt, lesen gelernt! Eastman beschränkt sich auf einfache einsilbige Wörter, die, in rhythmischer Wiederholung und in Reimform, in Themenbereiche wie Präpositionen oder Farben einführen. Der Text mag allzu schlicht erscheinen, kann aber, wenn ein Kind die Verse aufsagt oder ein Erwachsener sie vorliest, jede Menge Spaß bereiten.“ Die Schauspielerin und Kinderbuchautorin Jamie Lee Curtis bezeichnet Go, Dog. Go! als eines ihrer Lieblingskinderbücher, das ihren Sinn für Humor entwickelte. Heather Booth schreibt in dem US-amerikanischen Magazin Booklist: „Eastmans Klassiker aus dem Jahr 1961 ist seit Jahrzehnten ein fester Bestandteil der Sammlungen für Leseanfänger. Eine Schar von Hunden – groß und klein, schwarz und weiß, unter und auf Bäumen, in Autos, mit fragwürdigen Hüten – kommt schließlich zu einer großen Hundeparty in der Baumkrone zusammen: der Stoff, aus dem Kinderlachen gemacht ist.“

## Referenzen
Ein lustiges Hundeleben ist in dem literarischen Nachschlagewerk 1001 Kinder- und Jugendbücher – Lies uns, bevor Du erwachsen bist! für die Altersstufe 3+ Jahre enthalten.

## Ausgaben
- Go, Dog. Go! Random House, USA 1961 (englisch).
- Ein lustiges Hundeleben. Franz Schneider, München/Wien 1969.

## Adaptionen
2021 wurde die Zeichentrickserie Ein lustiges Hundeleben basierend auf dem Buch von P. D. Eastman produziert und auf Netflix ausgestrahlt.